# Distrito de Megantoni
El distrito de Megantoni con su capital la comunidad nativa de camisea es uno de los quince distritos que conforman la provincia de La Convención en el departamento del Cuzco en el Sur del Perú. Limita por el Norte con el distrito de Sepahua (Atalaya); por el Este, con el distrito de Fitzcarrald (Manu) y por el Sur y el Oeste con el distrito de Echarate.
El distrito de Megantoni comprende los territorios donde están ubicados los lotes del gas de Camisea, que también incluyen a las comunidades nativas machiguengas.

## Historia
Fue creado el 6 de julio de 2016 durante el gobierno del presidente Ollanta Humala Tasso.
Durante los primeros años, la municipalidad distrital de Echarati era la encargada de la administración de recursos y servicios públicos del distrito de Megantoni, en tanto se elijan e instalen nuevas autoridades.
El 10 de diciembre de 2017 se realizaron las primeras elecciones municipales distritales, siendo elegido Esau Rios Sherigorompi.

## Autoridades

### Municipales
- 2022[5]
  - Alcalde: Roberto Italiano Pascal, de Avanza País - Partido de Integración Social.
  - Regidores:

  1. Roberto Italiano Pascal (alcalde en reemplazo) (Avanza País - Partido de Integración Social)
  2. Cristóbal Ríos Álvarez (Avanza País - Partido de Integración Social)
  3. Walter Dalguerre Loaiza (Avanza País - Partido de Integración Social)
  4. Marlene Piñarreal Serrano (Avanza País - Partido de Integración Social)
  5. Edgar Piño Diaz (Democracia Directa)

Alcaldes anteriores
- 2019 - 2022 : Daniel Ríos de Avanza País - Partido de Integración Social
- 2018:[6] Esaú Ríos Sherigorompi, de Unidad Indígena Amazónica del Cusco.

## Centros poblados
Megantoni tiene como capital a Comunidad Camisea y está compuesto por más de 24 comunidades y 8 asentamientos rurales:
1. Miaría
2. Nueva Luz
3. Nuevo Mundo
4. Puerto Huallana
5. Puerto Rico
6. Sensa
7. Nueva Vida
8. Kirigueti
9. Kochiri
10. Tangoshiari
11. Shivankoreni
12. Timpia
13. Segakiato
14. Cashiriari
15. Ticumpinia
16. Camaná
17. Taini
18. Camisea
19. Saringabeni
20. Mayapo
21. Sababantiari
22. Campo Verde
23. Kuwait
24. Tupac Amaru
25. Vista  Alegre Mishagua
26. Kitaparay
27. Kitepampani
28. Porotobango
29. Maseka
30. Yoroato
31. Maseka
32. Montetoni